# Riupeyrous
Riupeyrous är en kommun i departementet Pyrénées-Atlantiques i regionen Nouvelle-Aquitaine i sydvästra Frankrike. Kommunen ligger i kantonen Morlaàs som tillhör arrondissementet Pau. År 2022 hade Riupeyrous 238 invånare.

## Befolkningsutveckling
Antalet invånare i kommunen Riupeyrous
| Referens: INSEE |